# Martin Kayongo-Mutumba
Martin Kayongo-Mutumba est un footballeur international ougandais, né le 15 juin 1985 à Solna. Il évolue au poste d'ailier.

## Palmarès
- AIK Solna
  - Championnat de Suède (1) : 2009.
  - Coupe de Suède (1) : 2009.
  - Supercoupe de Suède (1) : 2010.